# Falkerslev Kirke
Falkerslev Kirke er en kirke i landsbyen Falkerslev på Falster.